# Hexarthrius andreasi
Hexarthrius andreasi es una especie de coleóptero de la familia Lucanidae.

## Distribución geográfica
Habita en Indonesia.